# Precise Point Positioning
PPP (англ. Precise Point Positioning — дословно «позиционирование высокой точности») — метод получения высокоточных координат (в плане и по высоте) местности сантиметровой точности с помощью глобальных навигационных спутниковых систем (ГНСС) посредством получения поправок к эфемеридам орбит и бортовым часам всех видимых НКА от сетевого источника поправок.
В русскоязычной литературе встречается как Высокоточное местоопределение или Высокоточное местоопределение в абсолютном режиме.
PPP является одним из методов DGPS и разработан в компанией NovAtel(Канада) в 2005г как альтернативный метод корректировки координат в системе WGS-84. Метод не требует от непосредственного исполнителя наличия базовой станции (опорного приемника) и/или сигнала со спутников систем дифференциальной коррекции..

## Принцип работы
Принцип работы основан на разности фаз несущих частот L1 и L2 и ЭВИ (Эфемеридно-временная информация) таким образом PPP опирается на два общих источника информации: прямые наблюдения ЭВИ.
Метод PPP отличается от относительного метода спутниковых определений тем, что поправки вносятся в параметры орбит и часов, а не в измерения фаз несущих радиосигналов спутников ГНСС. Он схож с абсолютным методом определений.
Фазовые данные - это данные, которые приемник получает самостоятельно. Одним из прямых наблюдений для приёмника является "фаза несущей", т. е. не только сообщение синхронизации, закодированное в сигнале GNSS, но и то, идет ли волна этого сигнала "вверх" или "вниз" в данный момент. Фазы можно рассматривать как цифры после десятичной точки в количестве волн между данным спутником GNSS и приемником. Само по себе измерение фазы не может дать даже приблизительное положение, но как только другие методы сузили оценку положения до диаметра, соответствующего одной длине волны (примерно 20 см), информация о фазе может уточнить оценку.
Еще одним важным прямым наблюдением является "дифференциальная задержка" между сигналами GNSS разных частот L1 и L2. Поскольку основным источником ошибки определения положения спутника является ионосферная погрешность. Сигналы разных частот замедляются в ионосфере на разные величины. Измеряя разницу в задержках между сигналами разных частот, программное обеспечение приемника (или более поздняя постобработка) может моделировать и удалять задержку (вводит поправку) на любой частоте.
ЭВИ (эфемеридно-временная информация) - информация содержащей поправки к эфемеридам и времени бортовых часов навигационных спутников,вычисляется по результатам спутниковых наблюдений, выполняемых наземными постоянно-действующими станциями приема сигналов ГНСС с точно известными координатами .
Эфемеридная информация - это точные координаты спутников на орбите. Наблюдения (мониторинг спутниковой группировки) выполненные IGS и другими государственными и частными организациями с глобальными сетями наземных станций. Спутниковая навигация работает по принципу, что положения спутников в любой момент времени известны, но на практике это не так: микрометеориты, изменение давления солнечной радиации и т.д. влияют на траекторию полета. Соответственно орбиты не являются полностью предсказуемыми. Эфемериды, транслируемые спутниками, в сущности являются ранними прогнозами. Фактические же наблюдения за тем, где находились спутники, могут колебаться на несколько метров в течение нескольких часов. Таким образом можно вычислить погрешность фактического и ожидаемого местоположения ИСЗ и ввести поправку на туже величину.
Временная информации - содержит данные о задержке часов спутника.
Если упрощенно, ЭВИ и последующие ее использование, представляет собой решение обратной пространственной засечки, но с лучшей точностью координат исходных пунктов (в данном случае эфемерид) и приведенной временной шкалой (что позволяет более точно вычислить псевдодальности).
Информация об ЭВИ в виде отдельных файлов формируют в международных сервисных центрах обработки данных ГНСС наблюдений и предоставляют пользователям из различных стран через специализированные Интернет-ресурсы (SOPAC — Scripps Orbit and Permanent Array Centre и IGS). Файл несет в себе точные значения эфемерид и поправок часов спутников, информация о задержке спутникового сигнала в ионосфере и тропосфере и пр.. Продолжительность спутниковых наблюдений на точке, должна составлять не менее получаса в противном случае пост обработка сырых данных и файла поправки не возможна.
Файлы эфемерид и поправок к часам навигационных спутников собранные более чем с 400 станций и предоставленные через сетевой сервис могут иметь вид:
— Ожидаемые (Predicted), по которым возможна обработка результатов измерений методом PPP в режиме реального времени;
— Быстрыми (Rapid), доступными через промежуток от нескольких часов до двух суток (пост обработка результатов измерений);
— Окончательными (Final), доступными через 2–3 недели (пост обработка результатов измерений). 
.
Для определения координат местоположения методом PPP достаточно наличие данных с нескольких станций, расположенных глобально, на взаимном  расстоянии 1000-2000 км.

## Сравнение с другими методами DGPS
Метод PPP часто путают с относительными (квазидифференциальными) методами космической геодезии (статика, кинематика, stop & go и особенно RTK) в виду того, что состав исходной информации тот же, что и в относительных методах: эфемериды и бортовая шкала времени. В отличие от PPP, RTK не предполагает постобработку и не требует знание точных поправок спутниковых орбит и бортовых часов, он использует фазовые измерения в режиме реального времени. В РРР-методе вся информация о поправках является апостериорной, то есть она получается в результате наблюдения спутниковой группировки одним или сетью опорных GNSS приемников с известными координатами и реализуются службой точного позиционирования.
Так же метод PPP существенно отличается, от систем типа SВAS, как охватом, покрываемой территорией, так и методом передачи поправок.
В методе типа SBAS ошибки дифференцируют с помощью одной или нескольких наземных базовых станций с точно известными позициями (географическими координатами в глобальной системе WGS84, ПЗ-90 и т. д.) и передают (ретранслируют) через спутники связи, в отличие от PPP, в котором информация о поправках локализуется на сервере и передается через наземный канал связи (линии ВОЛС или GSM). Метод PPP так же как и Cистем типа SВAS не предусматривает региональный охват плоских систем координат (МСК-СРФ).
Основным отличием PPP от кинематики реального времени (RTK) заключается в том, что PPP не требует доступа к данным наблюдений из одного или нескольких близко размещаемых базовых станций, и тем, что в PPP реализуется псевдоабсолютное позиционирование вместо относительного определения от опорной станции в RТК. Что отличает метод PPP от, эксклюзивных (локальных) решений RTK, в котором источником поправок служить другой (опорный) приемник, каналом связи — радиомодем, а системы координат как правило плоская региональная и/или условная, ограниченная мощностью радиомодема в радиусе 2-3 км.
Причиной путаницы как правило является схожесть методов передачи поправок в новых методах позиционирования основанных на методе кинематики реального времени (RTK) в которых источником поправок служит доступный локально сетевой сервис, каналом связи (передачи поправок) служат те же сети формата GSM (мобильный интернет через сим-карту), а так же наличие базовых референцстанций размещенных достаточно плотно (через каждые 50 км). Что обусловлено охватом общей плеяды спутников радиусом 20-30 км. Для PPP метода плотность базовых станций гораздо меньше и составляет 12 станций на всю территорию России. Методическая дальность приема поправок PPP-метода практически не ограниченна. Эффективность метода при использовании одно-частотного приемника значительно (на порядок) ниже, но в интересах снижения стоимости конечного оборудования рассматривается для практического применения. Устранение тропосферной погрешности осуществляется по модели, ионосферных погрешностей за счет двух-частотного приема.
| способ                   | PPP                                        | SBAS                                                | RTK                                  | Сетевое RTK (RTK Networks)                 | Real-Time PPP                              |
| ------------------------ | ------------------------------------------ | --------------------------------------------------- | ------------------------------------ | ------------------------------------------ | ------------------------------------------ |
| Охват                    | Глобальный                                 | Глобальный                                          | Локальный (2 км от базовой станции)  | Региональный (20-30 км от базовой станции) | Глобальный                                 |
| Способ передачи поправок | Сформированный файл поправок               | Радиосигнал                                         | Радиосигнал                          | GSM                                        | GSM/Радиосигнал                            |
| Источник поправок        | Глобальный Сервер                          | Спутник Связи                                       | опорный приемник с Радио модемом     | Локальный Сервер                           | Глобальный Сервер/Спутник Связи            |
| система координат        | только WGS84 (географическая гр. мин. сек) | ПЗ-90, WGS84, и т. д. (географическая гр. мин. сек) | условная (прямоугольная метрическая) | МСК-РФ (прямоугольная метрическая)         | только WGS84 (географическая гр. мин. сек) |
| сбор информации          | сеть опорных приемников                    | наземный сегмент GNSS                               | опорный приемник (1 базовая станция) | сеть базовых референцных станций           | сеть опорных приемников                    |
| Оператор                 | Частная компания                           | Государство (в лице Министерства обороны)           | Частное лицо                         | Частная компания                           | Частная компания                           |
| Информация               | ЭВИ                                        | ЭВИ                                                 | фазовая                              | фазовая                                    | ЭВИ                                        |

## Моделирование
Моделирование:  тропосферная задержка корректируется с использованием модели UNB, разработанной Университетом Нью-Брансуика. Однако большая часть тропосферной задержки сильно варьируется и не может быть смоделирована с достаточной точностью. Моделирование также используется в приемнике PPP для коррекции волновых эффектов.

## Виды PPP
В настоящее время известно о реализации метода PPP без разрешения целочисленной неоднозначности псевдофазовых измерений (Float PPP), с разрешением целочисленной неоднозначности псевдофазовых измерений (PPP-AR или Interger PPP), с использованием дополнительных атмосферных коррекций в пределах локальной области (PPP-RTK) и режим реального времени с уточненными эфемеридами и моделью ухода шкалы часов (RT-PPP).
PPP (Float PPP) — Стандартный метод высокоточного абсолютного определения местоположения. Точность  местоопределения  1-3 см доступна  после  6-12  часов  наблюдения и последующей обработки измерений.  При  этом  финальная  ЭВИ  от Международной  ГНСС  службы  (InternationalGNSSService, IGS),  обеспечивающая указанную точность, доступна только через 2 недели после проведения измерений.  Такое  время  ожидания  является  неприемлемым  для  ряда  практических приложений.
PPP-AR (Integer PPP) или Метод высокоточного абсолютного определения местоположения с разрешением целочисленной неоднозначности псевдофазовых измерений. В сущности своей является сочетанием методов PPP и PPK. Точность измерений с использованием одной системы ГНСС составляет в плановом плановом положении 7-10 мм и 33 мм в высотном для PPP и 5 - 6 мм в плановом и 28 мм в высотном для PPP-AR.. Указанная точность, доступна только через 2 недели после проведения измерений. При Этом точности достигаемые методом PPK варьируются от 0.01 m +/-0.5 ppm мм в плане до 0.02 m +/-1.0 ppm по высоте при максимальном радиусе охвата PPK, 25 -30 км от базы.
PPP-RTK — Метод высокоточного абсолютного определения местоположения с разрешением целочисленной неоднозначности псевдофазовых измерений и использованием атмосферных коррекций в пределах локальной области.RTK и PPP дополняют друг друга Кинематика в реальном времени позволяет получить поправки к разрешением целочисленной неоднозначности псевдофазовых измерений а PPP к эфемеридно-временной информации. Реализуется через поток поправок в формате RTCM-SSR (State Space Representation). Ситуация с точностью такая же как в методе PPP-AR (Integer PPP). Горизонтальное улучшение PPP-RTK по сравнению с решением PPP составляет от 6% до 27% по горизонтали и от 2% до 8% по вертикали Исследователи и поставщики услуг объединяют PPP и RTK в попытке получить преимущества обеих технологий. Концепция PPP-RTK заключается в дополнении одной технологией другой. Отличающими атмосферными коррекциями и корректировками спутниковых часов и эфемерид из сети RTK-Network. Эта сеть наиболее точна вблизи каждого базовой станции (где генерируются данные), и по мере удаления ровера качество поправок ухудшается, что приводит к увеличению времени и ухудшению поправок. Как только ровер покидает зону RTK включается PPP. Наряду с точными спутниковыми часами, орбитами и фазовыми смещениями вводится поправка на ионосферную и тропосферную задержку, позволяя им выполнять целочисленное разрешение неоднозначностей и достигать точности сантиметрового уровня за значительно меньшее время. PPP-RTK использует уже созданную инфраструктуру (сети RTK-Network). Время сходимости обычно составляет 1-10 минут, однако в идеальных условиях может быть достигнуто за считанные секунды..
RT-PPP (Real Time PPP) - метод использует потоки ЭВИ для применения в режиме реального времени того же типа коррекции, что и при пост обработке. Для работы в режиме Real Time PPP, требуется наличие источника корректирующей информации в специальном формате. Источником могут являться платные сервисы (RTX, TerraStar и др.) и/или опубликованные проекты: APPS, службы автоматического точного позиционирования NASA и Лаборатории реактивного движения  PPP расширяет зону действия ровера до расстояния в 1000-2000 км от ближайших корректирующих станций при сохранении точности 4 - 40 см (40 см при инициализации <5 минут далее точность только возрастает и становится менее 10 см в течение 20 - 40 минут .
В случае службы TerraStar с генерированные поправки передаются для конечных пользователей с помощью телекоммуникационных спутников Inmarsat.
Следует отметить, что пока не определен стандарт Real-Time PPP , однако усилия по стандартизации предпринимаются Radio Technical Comission for Maritime Services (RTCM) Special committee 104.

## Референцный метод
Параллельно с методом PPP развивался метод Post Processing Kinematic.

## Сервисы
Сервис по предоставлению (КИ) корректирующей информации, как правило состоят из сети рассредоточенных наземных наблюдающих станций, ведущих непрерывные наблюдения и прием сигналов спутников ГНСС, вычислительных центров по обработке спутниковой информации и каналов связи для КИ потребителям. На основе метода PPP в мире уже создано множество научных и коммерческих сервисов, таких как MADOCA, Magic GNSS, CNES PPP-Wizard Project, VERIPOS Apex, NavCom Star Fire, Trimble RTX, реализованные зарубежными компаниями FUGRO, NavCom, Trimble, TerraStar, Leica, NovAtel, и космическими агентствами JAXA(Япония). Корректирующая информация доводится до потребителя с помощью спутников связи, как правило геостационарных, передающих информацию в L-диапазоне (1525-1560 МГц) и по сети Интернет. Общая задержка поступления ЭВИ составляет 15-20 секунд, точность эфемерид находится на уровне  средних квадратических ошибок 5-7 см,  поправок часов – 5 нс.

## Применение
Мониторинг и определение (переопределение) координат базовых станций наземного и космического сегментов .
Фиксация геологических и геофизических выработок в труднодоступных районах.
Введение поправок при Квазидифференциальных измерениях.
РРР-сервисы также применяются на шельфовых съемках, для мониторинга морских платформ при добыче полезных ископаемых, для управления тракторами и комбайнами в сельском хозяйстве.
Точное позиционирование все чаще используется в таких областях, как робототехника, автономная навигация, сельское хозяйство, строительство и добыча полезных ископаемых.
В перспективе может быть использовано при уточнение местоположения в Глобальных поисково-информационных картографических службах таких как Яндекс.Карты и прочие. А также в автомобильных навигаторах (что позволит избежать позиционирования "на другой стороне улицы").
В настоящее время институциональными поставщиками услуг PPP/PPP-RTK являются Япония (QZSS) регионально, Китай (BDS) регионально, ЕС (Galileo) глобально, Австралия/Новая Зеландия (SouthPAN) регионально и Россия (ГЛОНАСС) глобально. Сервисы PPP от SouthPAN и ГЛОНАСС находятся в статусе разработки.

## Преимущества
- PPP доступен при работе одним ГНСС-приемником, без базовых станций в непосредственной близости от пользователя.
- PPP обеспечивает гораздо большую согласованность позиционирования, чем относительные методы коррекции с использованием базовой станции.
- PPP уменьшает стоимость и упрощает оперативную логистику полевых работ.
- Пока не требуется инициализация для получения поправок PPP (в перспективе возможна будет только при наличии договора с организацией эксплуатирующей сеть базовых станций).

## Недостатки
Основные недостатки PPP, по сравнению с традиционными методами GNSS, заключаются в том, что он требует большей вычислительной мощности, требует внешнего потока коррекции эфемерид и требует некоторого времени для достижения полной точности. Это делает его относительно непривлекательным для применения в сфере отслеживание флота и авиации, где субсантиметровая точность не востребована, а в случае ЧС, счет идет на секунды.  Для всех методов DGPS действует правило чем больше удаление от базовой станции, тем больше погрешность..
- Требуется целочисленное разрешение фазовой неоднозначности.
- Стоимость двухчастотного оборудования пока высокая.
- Ограничивается глобальными системами координат
- Большой объем обрабатываемой информации приводит к задержке получения файлов
- Достоверность информации вызывает сомнения, так как метод нарушает основной принцип классической геодезии "от общего к частному" и работает по принципу "от частного к общему" - вносит поправки в исходные данные. Так подобные методы еще в конце 1950-х годов ВМА (Военно-Морской Академией) и Пулковской обсерваторией были поставлены под сомнение и не признаются геодезическим научным сообществом России вплоть до н.в. -  МИИГАиКом, ЦНИИГАиКом и НИИГАиКом.[19][19][20][21][22].